# 真願朦幻館 〜在時間暫停的洋館裡追尋明天的羔羊們〜
《真願朦幻館 〜在時間暫停的洋館裡追尋明天的羔羊們〜》是由Lump of Sugar在2022年6月24日發售的成人遊戲。HIKARI FIELD於2022年8月12日發售中文版。

## 故事
描述男主角山元步未等人在失去部分记忆的情况下，被关进了一间与外界隔离的洋馆「時間靜止之館」裡，在得知基本需求能够得到保证后，一行人开始了在洋馆中的日常生活。但随着主角们对于洋馆探索的深入，潜伏在日常之下的危险，也开始逐步向他们逼近的故事。

## 登場人物

### 主要角色
山元步未
男主角。夢想是成為特攝劇演員或替身演員。在「時間靜止之館」與川崎純麗等青梅竹馬重逢。
米娜（聲：三日月神菜）
山元步未於「時間靜止之館」相識的少女。經常稱自己為「米娜隊長」。
川崎純麗（聲：桃山いおん）
山元步未青梅竹馬。
岩沼鈴
山元步未青梅竹馬。
柴田奏子（聲：相模恋）
山元步未青梅竹馬。常開玩笑。

### 其他角色
名取（聲：天知遙）
能說人話的狼。
？？？（聲：金通夢科齋）
出現在「時間靜止之館」不明人物。

## 主題曲
片頭曲
歌：逢瀬アキラ
片尾曲
歌：Kicco

## 評價
《真願朦幻館 〜在時間暫停的洋館裡追尋明天的羔羊們〜》在日本美少女游戏与动画相关商品销售网站Getchu.com的2022年6月销量榜上排名第3名。

## 外部連結
- 官方网站（日語）
- 中文版網站 （页面存档备份，存于）（简体中文）